# Fontaine-en-Bray
Fontaine-en-Bray è un comune francese di 161 abitanti situato nel dipartimento della Senna Marittima nella regione della Normandia.

## Società

### Evoluzione demografica
Abitanti censiti